# Dennis Hopper
Dennis Hopper (17 tháng 5 năm 1936 – 29 tháng 5 năm 2010) là một nhà làm phim và diễn viên từng được đề cử giải Oscar người Mỹ. Ông được biết đến nhiều với các vai diễn trong các bộ phim như Blue Velvet, Hoosiers, Speed, Apocalypse Now và Easy Rider.